# Fernanda Lobo
Fernanda Lobo Rezende (Cataguases, 30 de março de 1960[carece de fontes?] — Cataguases, 5 de agosto de 2011) foi uma atriz brasileira.
Formada em Artes Cênicas  pela Casa das Artes de Laranjeiras, estreou na televisão em 1987. Em sua cidade natal, onde morava, estudava cinema na área de documentário e praticava o budismo de Nitiren Daishonin na BSGI.
Fernanda morreu aos 51 anos, por complicações decorrentes de uma cirurgia para redução de estômago.

## Filmografia

### Trabalhos na televisão
| Ano  | Título                    | Personagem                  | Nota                                     |
| ---- | ------------------------- | --------------------------- | ---------------------------------------- |
| 2010 | S.O.S. Emergência         | Mulher na chuva             | Episódio: "Sujeito a surtos e trovoadas" |
| 2007 | Linha Direta              | Marisete                    |                                          |
| 2006 | Pé na Jaca                | Marcha                      |                                          |
| 2006 | Cobras & Lagartos         | Isaura                      |                                          |
| 2005 | Floribella                | Colega de cela da flor      | Participação Especial                    |
| 2003 | Chocolate com Pimenta     | Lulú Parmê (Mulher Barbada) |                                          |
| 2001 | Porto dos Milagres        | Vênus                       |                                          |
| 2000 | Uga Uga                   | Lucrécia                    |                                          |
| 1999 | Você Decide               | Bia Bedran                  | Episódio: "Canta-Conto"                  |
| 1999 | Força de um Desejo        | Madame Bragança             |                                          |
| 1999 | Flora Encantada           | Gana Ganância               |                                          |
| 1997 | A Comédia da Vida Privada |                             | Episódio: Papai Foi à Lua                |
| 1996 | O Fim do Mundo            | Helô                        |                                          |
| 1995 | Irmãos Coragem            | Margarida                   |                                          |
| 1993 | Fera Ferida               | Belmira                     |                                          |
| 1993 | Mulheres de Areia         | mulher na pousada           |                                          |
| 1991 | Felicidade                | moradora da vila            |                                          |

### Trabalhos no cinema
| Ano  | Título                                |
| ---- | ------------------------------------- |
| 2006 | Fotografia da Voz                     |
| 2003 | Apolônio Brasil, o Campeão da Alegria |
| 2001 | O Xangô de Baker Street               |
| 1997 | For All - O Trampolim da Vitória      |
| 1993 | Essas Tais Criaturas                  |
| 1990 | O Mistério de Hobin Hood              |
| 1989 | A Princesa Xuxa e os Trapalhões       |
| 1988 | Super Xuxa contra Baixo Astral        |
| 1987 | Rádio Pirata                          |
| 1985 | A Espera                              |

## No teatro

### Trabalhos no teatro
- Adão e Nazareth
- A Historieta Das Cartas Escritas Por Honorina Entristecida
- Os Candidatos
- Fernanda Lobo em: Ver, Eu Não Vi, Mas Que Tem, Tem!...
- Ferro Em Brasa
- Ode À Juventude
- O Julgamento
- A Salamanca do Jarau
- O País Dos Mastodontes
- Aladim
- Romeu e Julieta
- A Gata Borralheira
- A Múmia da Verdade